# Eugerda imbricata
Eugerda imbricata är en kräftdjursart som beskrevs av Robert Raymond Hessler 1970. Eugerda imbricata ingår i släktet Eugerda och familjen Desmosomatidae. Inga underarter finns listade i Catalogue of Life.